# کلیسای استپانوس مقدس، کوکی
کلیسای استپانوس مقدس، کوکی (ارمنی: Սուրբ Ստեփանոս եկեղեցի (Կուքի)) یک کلیسا متعلق به کلیسای حواری ارمنی واقع در شهر کوکی، جمهوری خودمختار نخجوان در جمهوری آذربایجان می‌باشد. ساخت و ساز این ساختمان در سده‌های ۱۲–۱۳ام میلادی به پایان رسید. این بنا به سبک معماری ارمنی طراحی شده‌است.